# Phacelia hastata
Phacelia hastata (лат.) — многолетнее травянистое растение, вид рода Фацелия (Phacelia) семейства Водолистниковые (Hydrophyllaceae), произрастает в западной части Северной Америки от Британской Колумбии и Альберты на юг до Калифорнии и на восток до Небраски. Растёт во многих типах среды обитания, включая кустарники, редколесье и леса, на высоте до 4 тыс. м над уровнем моря.

## Ботаническое описание

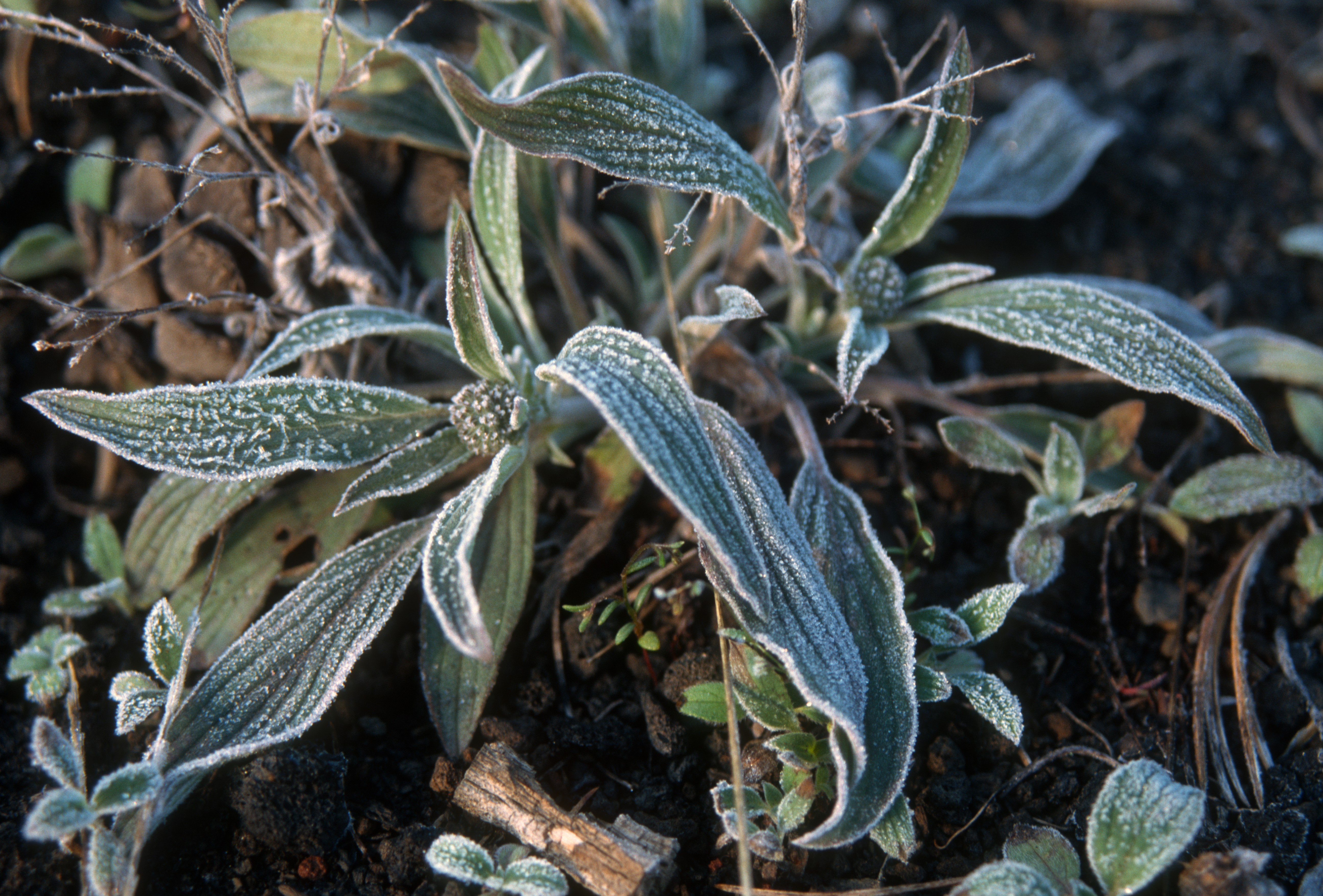
Листья P. hastata

P. hastata — изменчивое многолетнее растение со стеблем от 5 до 50 см. Стебель покрыт тонкой серебристой опушкой. Серо-зелёные листья с глубокими прожилками копьевидные или овальные, с гладкими краями, разделенными на доли или листочки. Большинство листьев собраны в пучок у основания растения. Цветок имеет белый или бледно-лиловый венчик в форме колокольчика длиной от 4 до 7 мм. Тычинки торчат наружу. Плод представляет собой пушистую капсулу длиной несколько миллиметров.
Выделяют четыре разновидности:
- P. hastata var. charlestonensis — эндемик Невады[7]
- P. hastata var. compacta — встречается в высокогорье[8]
- P. hastata var. dasyphylla — Калифорния и Орегон[9]
- P. hastata var. hastata — распространена по всему ареалу[10]

## Галерея

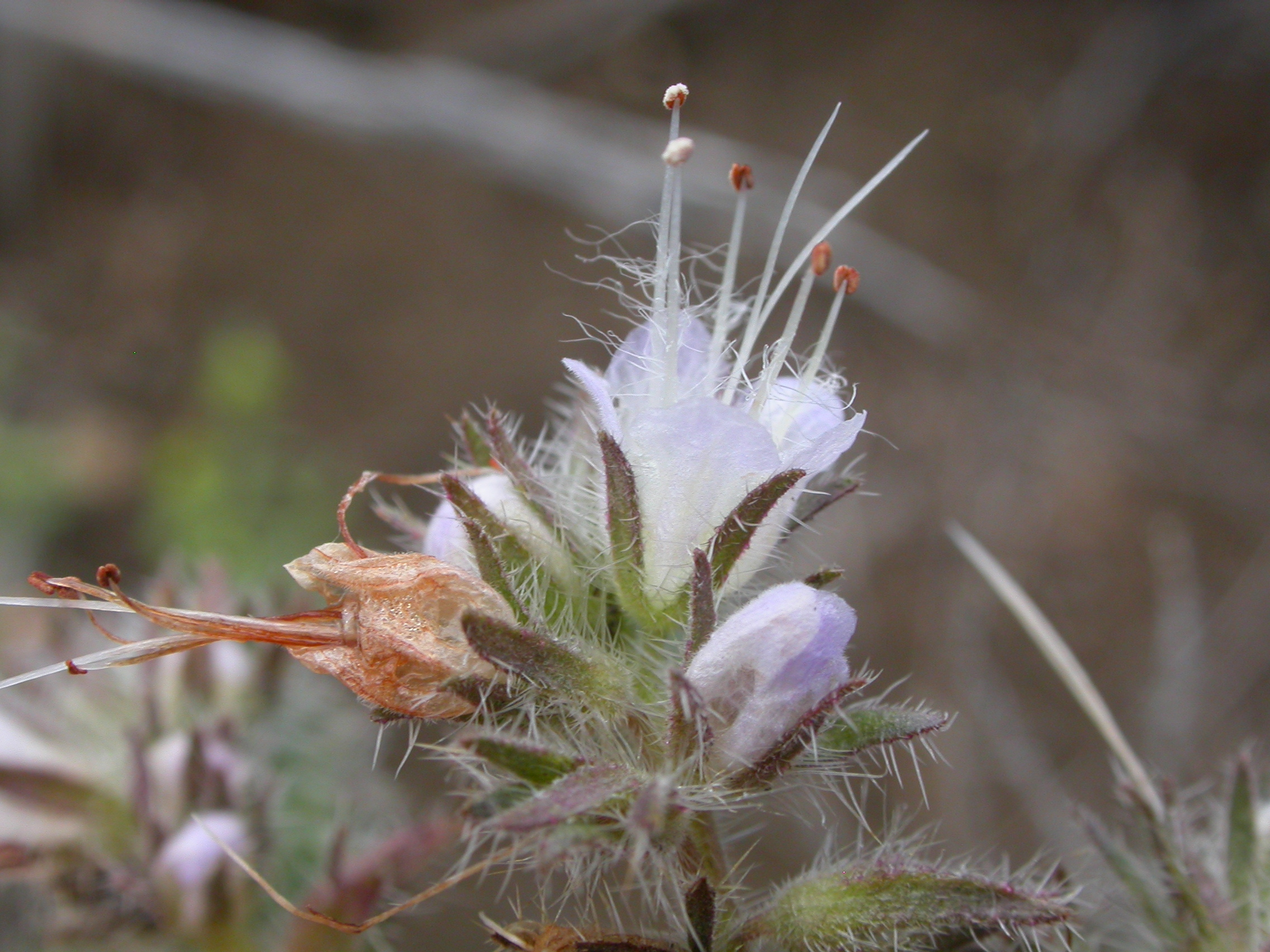
Цветок
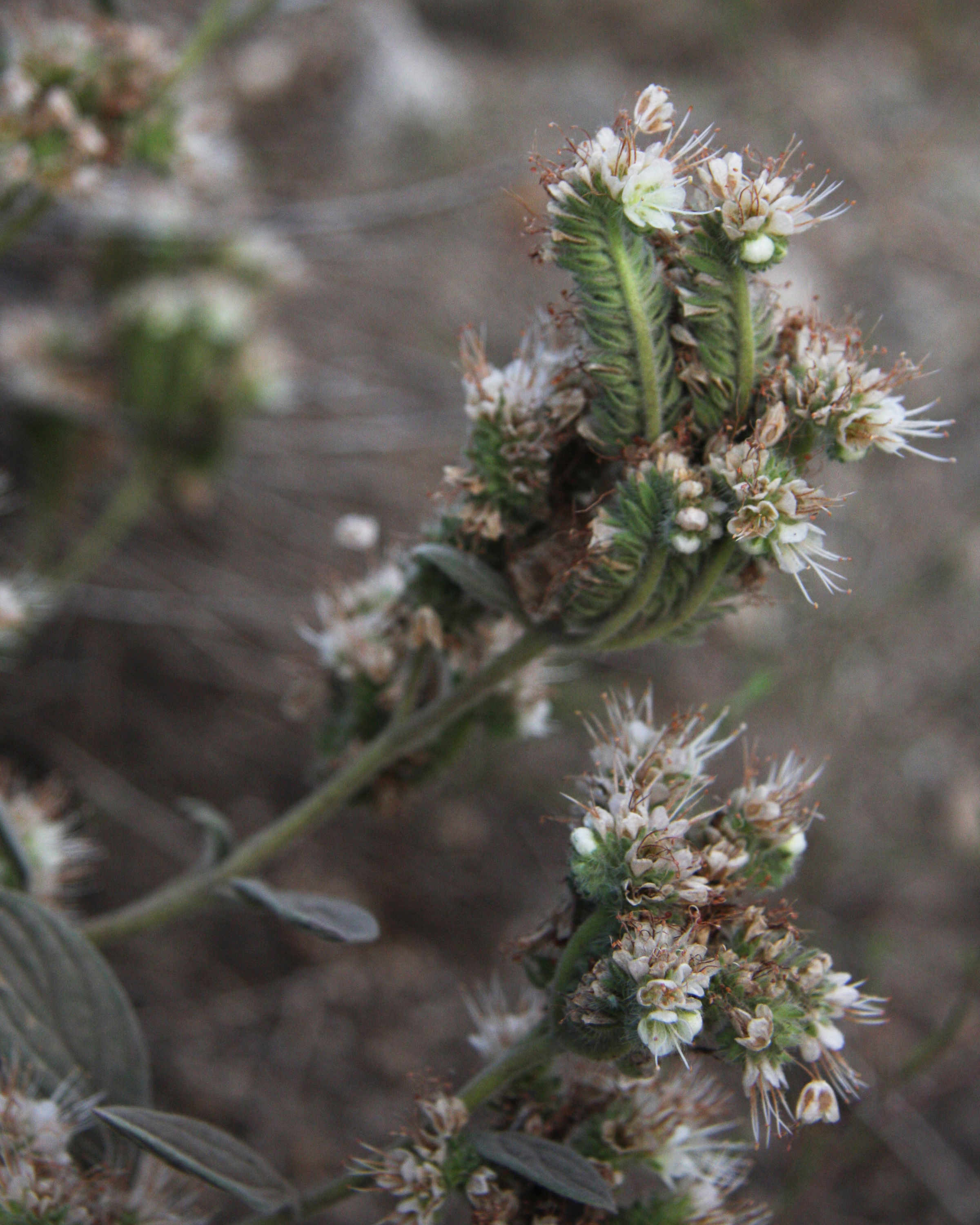
Соцветия
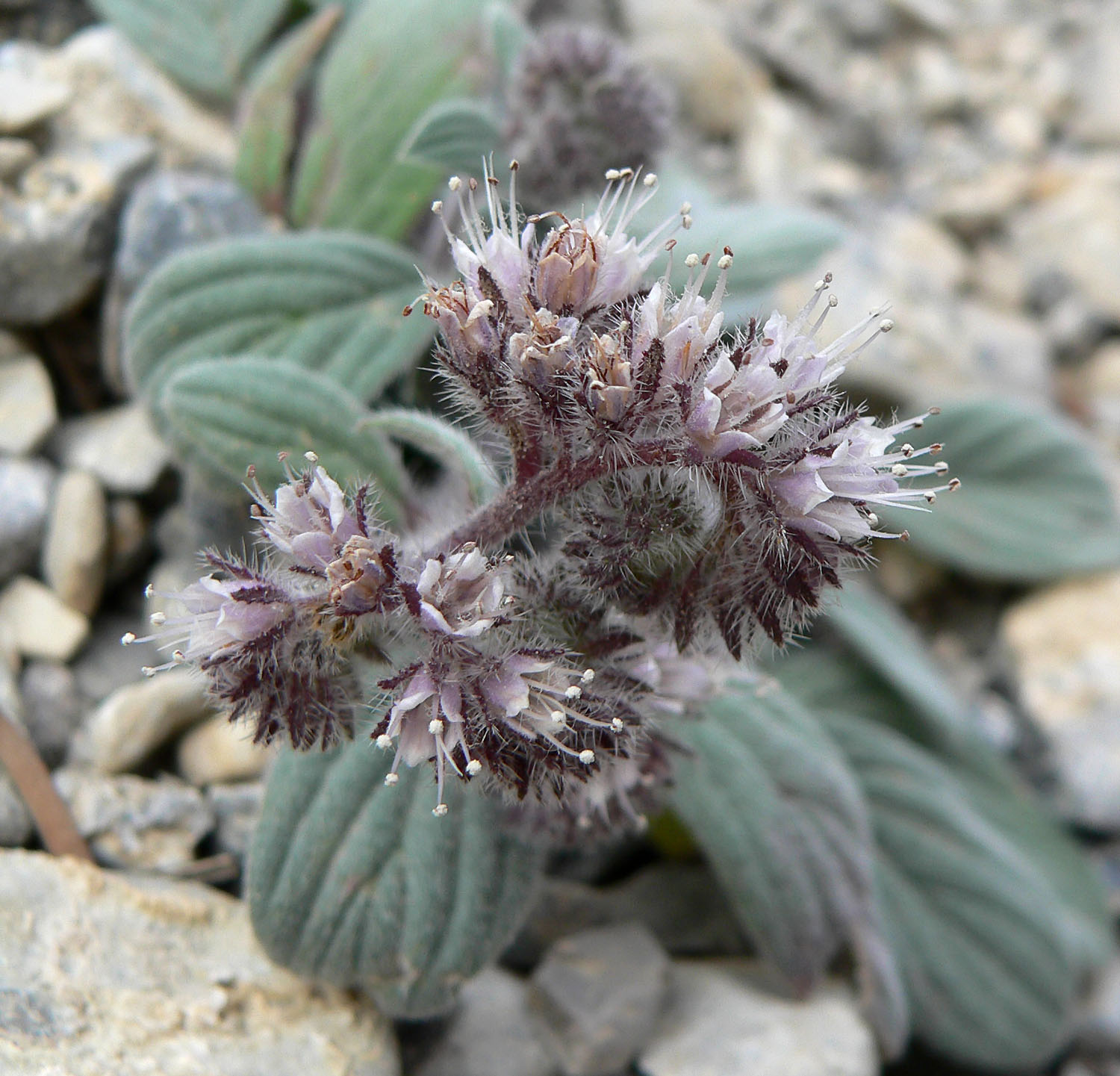
var. charlestonensis
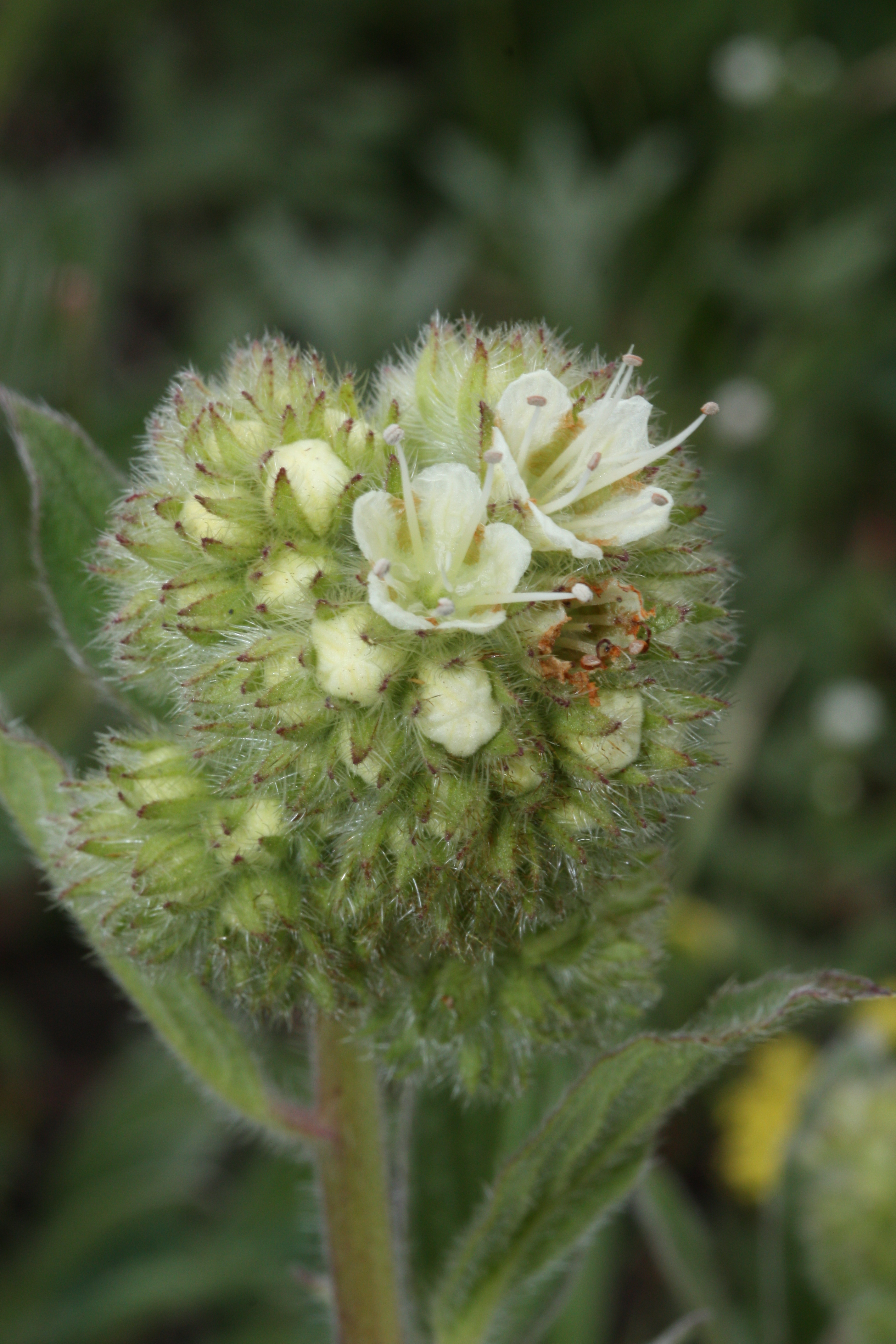
var. compacta, цветок
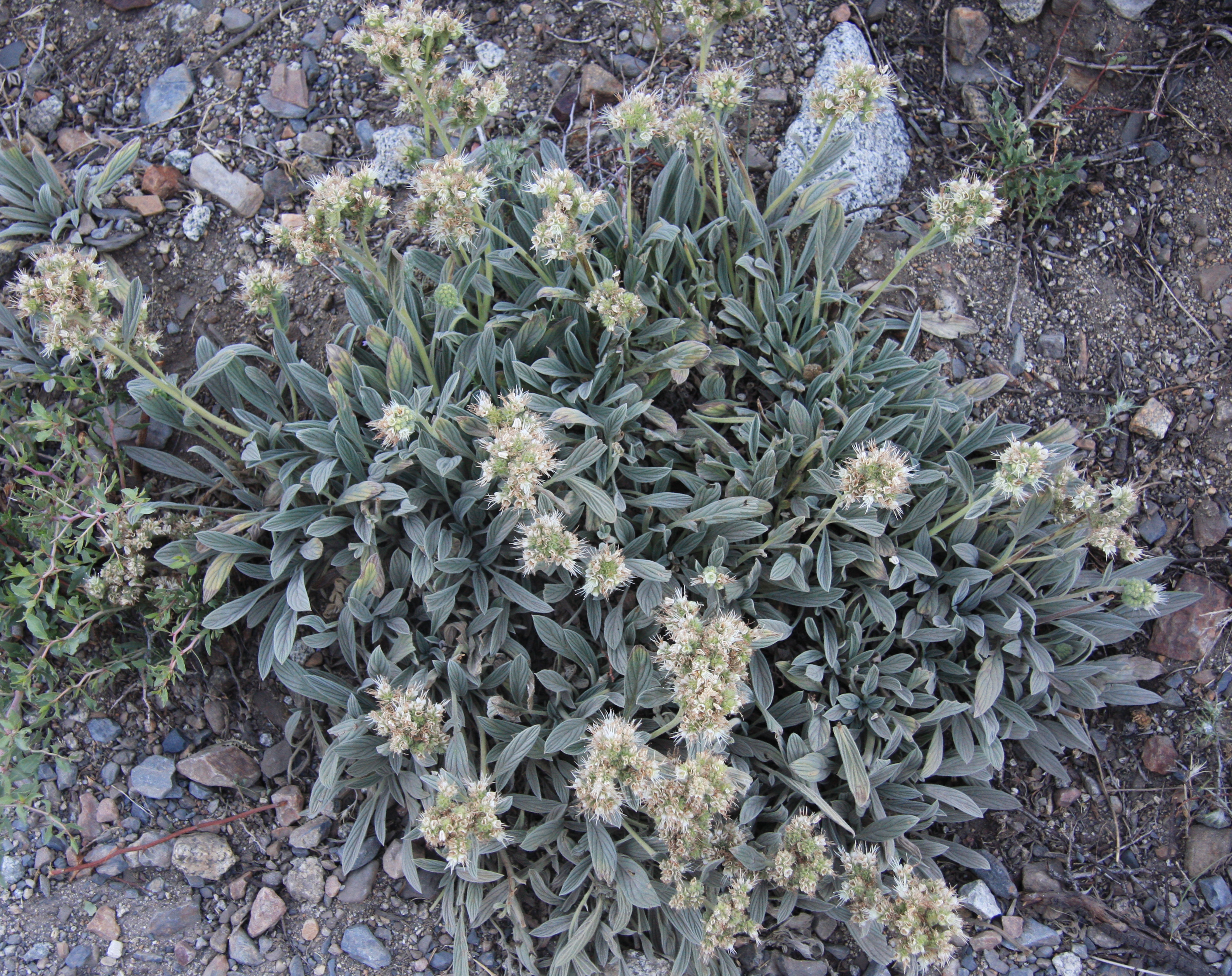
var compact, общий вид